# Randazzo
Randazzo é uma comuna italiana da região da Sicília, província de Catania, com cerca de 11.216 habitantes. Estende-se por uma área de 204 km², tendo uma densidade populacional de 55 hab/km². Faz fronteira com Adrano, Belpasso, Biancavilla, Bronte, Castiglione di Sicilia, Centuripe (EN), Floresta (ME), Maletto, Nicolosi, Regalbuto (EN), Roccella Valdemone (ME), Sant'Alfio, Santa Domenica Vittoria (ME), Tortorici (ME), Troina (EN), Zafferana Etnea.

## Demografia
| Variação demográfica do município entre 1861 e 2011                               |
|                                                                                   |
| Fonte: Istituto Nazionale di Statistica (ISTAT) - Elaboração gráfica da Wikipedia |